# Khadíjih-Bagum
Khadíjih Bagum (1820 – 1882) indicata nella letteratura Bahá'í, anche, come Khadíjih-Sultán Bagum, Khadíjih Bigum or Khadíjih Khánum figlia di Siyyid Mírzá `Alí, un mercante,  fu la moglie del Báb.
Khadíjih Bagum era seconda cugina del Báb di cui era stata compagna di giochi durante l'infanzia.
Il Báb e Khadíjih Bagum si sposarono nell'agosto del 1842 e dalla loro unione nacque un figlio, Ahmad, che morì nel 1843.
Secondo un suo successivo racconto, aveva riconosciuto la posizione religiosa del Báb prima che questi rivelasse la propria missione a Mullá Husayn.
Dopo la fucilazione del Báb, all'età di trent'anni andò a vivere con la famiglia della sorella.
Più tardi accettò la rivelazione di Bahá'u'lláh e divenne una Bahá'í.
Fu in corrispondenza con Bahá'u'lláh e nel 1882 stava per recarsi a visitarlo ad Akká con un nipote che sarebbe dovuto arrivare da Tabriz, ma ciò non fu possibile poiché il nipote si recò direttamente in Palestina e lei, da sola, come donna non poteva viaggiare.
Khadíjih Bagum morì il 15 settembre 1882, e fu sepolta a Shiraz nella Shah Chiragh.
Bahá'u'lláh le diede il titolo di  Khayru'n Nisa, La più virtuosa delle donne.